# Sícoris Club
El Sícoris Club és una associació cultural, esportiva i de lleure català de la ciutat de Lleida.

## Història
El club fou constituït l'abril de 1947 per iniciativa de dos grups de joves que componien la Penya Donalds i la Penya Swing, i, més tard la colla sardanista Clavellina, grups de joves sense entitat jurídica pròpia. El primer cap fou Enric Teixidó.
Des d'aleshores han desenvolupat activitats artístiques, culturals, de lleure i esportives que han de servir per a reconèixer les aptituds i qualitats dels socis de l'entitat a fi de poder assolir un lloc preeminent entre els diferents clubs esportius de la ciutat. L'actual president és Eduard Abella Maurici.
Actualment disposa d'un pavelló esportiu, piscines, sauna, jacuzzi, restaurant, parc infantil, frontó i sala de fitness. El 1997 va rebre la Creu de Sant Jordi.

## Seccions esportives[3]
- Atletisme, fundada el 1947 i rellançada el 1965. Organitza el Memorial Josep Maria Perau de camp a través als voltants de la Seu Vella. El 2004 diversos clubs de Lleida s'agrupen creant el Lleida Unió Atlètica amb la intenció d'obtenir major potencialitat competitiva. Des del 1991 compta amb una subsecció de marató.
- Basquetbol, fundada el 1947. Campió de 2a Divisió Catalana (1982) i campió del Torneig Internacional Júnior d'Antíbol (França, 2000).
- Futbol sala, fundada el 1973. Ha estat 9 temporades a Divisió d'Honor (primer cop el 1980), 11 temporades a la Divisió de Plata LNFS, un cop subcampió de la Copa Catalana i 4 campió provincial.
- Gimnàstica rítmica, fundada el 1978.

- Piragüisme, fundada el 1951, una de les seccions emblemàtiques del club i vinculada al riu Segre. Compta amb equips d'aigües tranquil·les i d'aigües braves. Des del 2003 funciona l'Escola de Piragüisme. Ha estat Subcampió d'Espanya de clubs el 1982 i campió el 2003 i 2004.
- Pilota/Frontennis.
- Tennis, fundada el 1972.
- Petanca, fundada el 1984, tot i que no compta amb cap equip federat i les seves activitats se centren en competicions dins l'àmbit social i lúdic.

## Esportistes destacats
- Joaquim Larroya, piragüisme, primer esportista olímpic del club a Roma 1960.
- Montse Martin, gimnàstica rítmica, campiona del món.
- Manel González, atletisme, Los Angeles 1984.
- Damià Vindel, piragüisme, olímpic a Atenes 2004.
- Saúl Craviotto, piragüisme, medallista a Pequín 2008.

## Seccions culturals
A nivell cultural, el Sícoris compta amb un esbart dansaire, la Colla Sardanista Clavellina, les Corals, l'Escola de Música i la secció de Veterans. El Club també cedeix espais de les noves instal·lacions per a l'exposició d'obres d'art, per a impartir cursos de formació i per a organitzar concursos literaris.